# Hochwald (Waldbau)

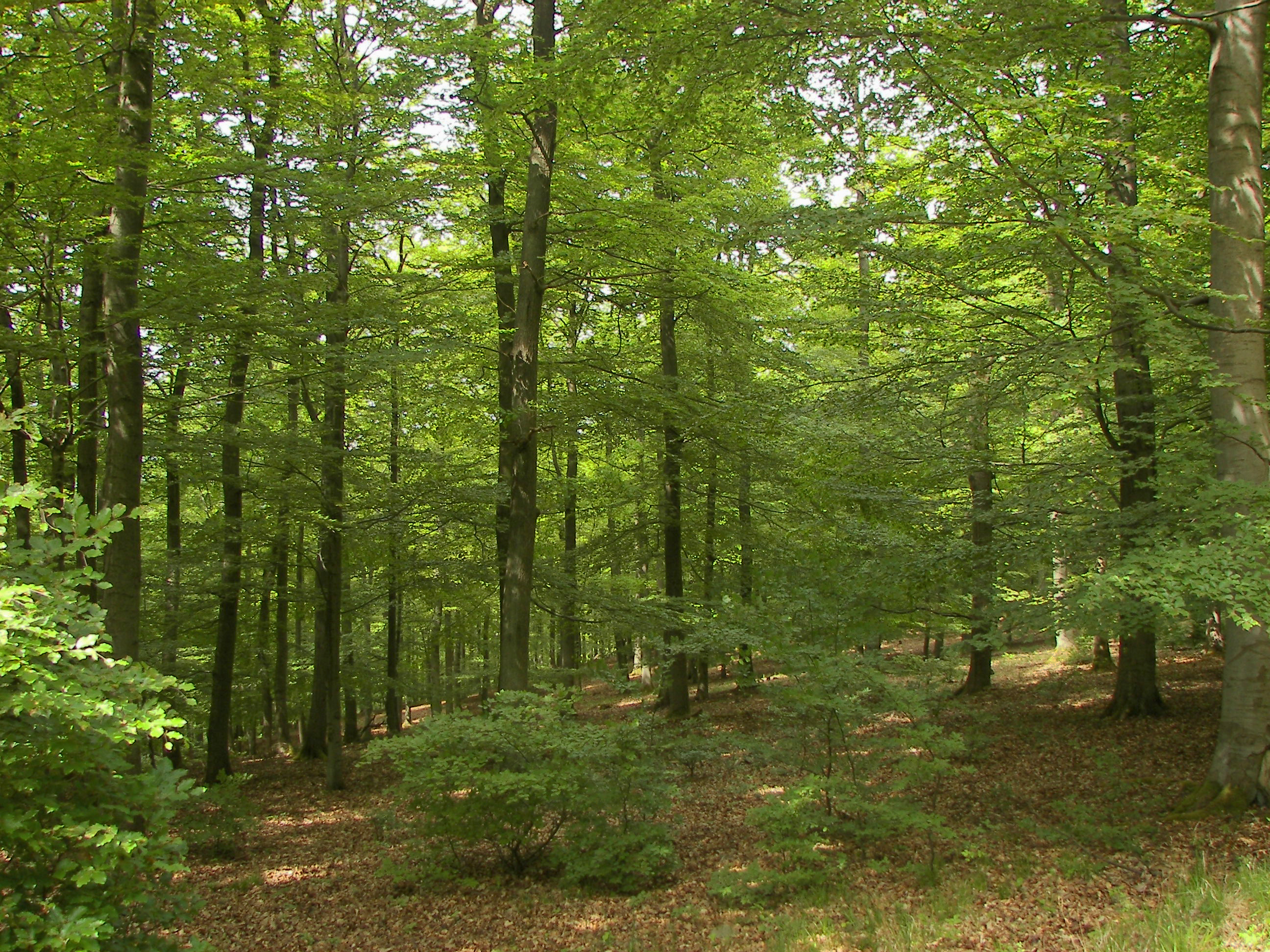
Der Kellerwald in Hessen

Unter Hochwald versteht man eine Waldform, bei der die einzelnen Stämme aus Kernwüchsen entstehen. Das heißt, Bäume sind aus einem Samen gewachsen. Diese wachsen zu hohen Individuen heran, deren Form und Vitalität den Bäumen in Stockausschlagswäldern (Niederwald) tendenziell überlegen ist.
Der Hochwald ist heute die am weitesten verbreitete Waldform, die sich unter anderem durch große Holzvorräte auszeichnet.
Man unterscheidet in bewirtschafteten Forsten zwei Erscheinungsformen des Hochwaldes:
- den schlagweisen Hochwald
- den Plenterwald (hier verliert der Begriff des Schlages an Bedeutung, da einzelne waldbauliche Aktivitäten wie Erziehung und Endnutzung nicht mehr isoliert voneinander ausgeführt werden, sondern bei jedem Eingriff simultan durchgeführt werden)

Beim schlagweisen Hochwald werden im Groben folgende Betriebsformen anhand der Verjüngungsabläufe unterschieden:
- Kahlschlag – alle Bäume werden entnommen, danach meist künstliche Verjüngung, also Pflanzung – gegebenenfalls Wechsel der Baumarten, teilweise nach Auflaufen der Naturverjüngung. Eine zum Anbau von Lichtbaumarten wie der Eiche nötige Maßnahme.
- Saumschlag – streifenweise von einer Seite gegen die Hauptwindrichtung fortschreitende Nutzung und Pflanzung, eventuell Naturverjüngung.
- Schirmschlag – schrittweises Ausdünnen des Bestandes, danach Naturverjüngung und manchmal Pflanzung zur Artenanreicherung.
- Femelschlag – Auflichtung kleinster Flächen und spätere konzentrische Ausweitung, so dass Lichtschächte entstehen und Naturverjüngung stattfindet, eventuell Pflanzung zur Artenanreicherung. Nach mehreren Jahren erneute Entnahme von Altbäumen an anderer Stelle, wieder Naturverjüngung durch die angrenzenden Altbäume usw.

Im Plenterwald werden Bäume einzelstammweise „vom dicken Ende her“ entnommen. Dieses überwiegende Naturverjüngungsverfahren ist gut geeignet für Schattenbaumarten, wie viele Nadelhölzer es sind. Bei Buchenwäldern erfolgt dieses Verfahren als seltene Ausnahme auf reichen Standorten bei eventueller Pflanzung zur Artenanreicherung.
Die angemessene Wahl der Betriebsart und der Betriebsform ist neben dem Zeitgeist von den vorhandenen und folgend gewünschten Baumarten, den standörtlichen Gegebenheiten und nicht zuletzt von der vorherigen waldbaulichen Behandlung in den letzten Jahrzehnten abhängig.
Unter den Betriebsarten unterscheidet man den Hochwald von Mittelwald und Niederwald.